# Code Lyoko
Code Lyoko è una serie televisiva animata francese, prodotta da Benoît e Christophe di Sabatino dal 2003 al 2007 e andata in onda sui canali France 3 e Canal J per un totale di quattro stagioni e un episodio prequel (diviso in due parti e trasmesso al termine della terza stagione). L'episodio prequel racconta la scoperta del mondo virtuale di Lyoko e della formazione del gruppo protagonista, temi non approfonditi nella prima serie. Code Lyoko è caratterizzato dall'utilizzo combinato dell'animazione tradizionale nella rappresentazione del mondo reale e dell'animazione al computer per le scene nel mondo virtuale.
Il 30 maggio 2011 è stata annunciata la creazione di una nuova serie di 26 episodi intitolata Code Lyoko - Evolution: le scene ambientate alla scuola Kadic sono girate in un'ambientazione reale, mentre viene utilizzata l'animazione al computer per il mondo virtuale.
Code Lyoko è stato distribuito in circa 152 Paesi in tutto il mondo.

## Trama
Quattro studenti della scuola media francese Kadic, Jeremy Belpois, Yumi Ishiyama, Ulrich Stern e Odd della Robbia, scoprono l'esistenza di un mondo virtuale chiamato Lyoko, gestito da un supercomputer. Lyoko è stato creato da un ex professore di scienze della loro scuola, Franz Hopper, ed è protetto da Aelita, una ragazza virtuale intrappolata al suo interno e che Jeremy riuscirà a materializzare, cioè a riportare nel mondo reale. I cinque ragazzi si ritrovano così ad affrontare il malvagio programma multi-agente XANA: questi era inizialmente il guardiano di Cartagine, un potentissimo software creato da Hopper per conto dell'azienda Green Phoenix; quando però scoprì che esso sarebbe stato usato come un'arma per devastare il mondo, decise di usare XANA per distruggerlo. In seguito si scopre che Aelita è la figlia del professor Hopper, portata sul mondo di Lyoko dal padre anni prima, per evitare che morisse in seguito ad un colpo di pistola sparato dagli uomini in nero che pedinavano il padre. Successivamente al gruppo si unisce anche William Dunbar che, durante il suo primo viaggio su Lyoko, viene catturato da XANA e diventa malvagio, per poi essere salvato dai Guerrieri Lyoko distruggendo XANA.

### Garage Kidse origini della serie
Code Lyoko deriva dal cortometraggio Les enfants font leur cinéma (I bambini fanno i loro film), diretto da Thomas Romain in collaborazione con Tania Palumbo, prodotto da un gruppo di alunni della scuola parigina "Gobelins School of the Image" e trasmesso al Festival internazionale del film d'animazione di Annecy nel 2000. A Romain e Palumbo fu offerto un contratto che portò allo sviluppo di Garage Kids.
L'episodio pilota di Garage Kids uscì nel 2001 ed era in progetto la produzione di una serie da 26 episodi La trama era pressappoco la stessa, seppur con qualche differenza: il nemico si chiamava Xandu e non XANA, non esistevano personaggi come Sissi o Aelita e il mondo virtuale si chiamava Xanadu. In questo cortometraggio (4.58') Odd della Robbia diventa amico di Ulrich Stern, suo compagno di stanza; Yumi Ishiyama e Ulrich Stern riescono a viaggiare dal mondo reale ad un mondo digitale e hanno poteri speciali anche nel mondo reale. Garage Kids, in quanto bozza di Code Lyoko, non è una puntata facente parte della serie.
In quest'episodio Yumi Ishiyama chiede a Odd della Robbia "Sai mantenere un segreto?": nel caso si fosse portata avanti l'idea di "Garage Kids", questa frase sarebbe stata lo slogan per la serie animata.
Nella quarta stagione Code Lyoko rende omaggio a Garage Kids creando una nave in grado di viaggiare nel mare digitale, la Skidbladnir, soprannominata Skid. Essa appariva come una nave vichinga in un libro che Waldo leggeva ad Aelita quando era piccola. È alloggiata nel "Garage della Skid", che è l'anagramma di "Garage Kids".

## Personaggi
- Jeremy Belpois: Ragazzo prodigio e genio del computer, chiamato dai suoi amici, soprattutto da Odd, "Einstein". Non verrà mai virtualizzato su Lyoko (eccezione fatta in un episodio della seconda stagione, nel quale XANA si impossessa di lui e a causa di ciò decide di virtualizzarsi nel mondo virtuale per aumentare la sua "resistenza"), ma coordina i suoi compagni dalla sala del Supercomputer. È innamorato di Aelita, che lo contraccambia.
- Aelita Schaeffer: Ragazza che vive su Lyoko, lo protegge dagli attacchi di XANA e segnala la presenza di torri attive agli altri. È la figlia di Waldo Schaeffer, che l'ha virtualizzata su Lyoko. Viene devirtualizzata da Jeremy alla fine della prima stagione e si unisce al gruppo per continuare la lotta contro XANA. Nella quarta stagione, William cerca di buttarla nel Mare Digitale per impedirle di disattivare le torri, cosicché gli attacchi di XANA possano essere eterni, ma anche per uccidere Franz Hopper, che uscirebbe dal nascondiglio per salvare la figlia e impedire che venga virtualizzata per sempre. È innamorata di Jeremy. Aelita è l'unica in grado di rendere inoffensive le torri tramite un codice di disattivazione, il Codice Lyoko (Code Lyoko nella versione originale). I suoi amici la chiamano affettuosamente "Principessa".
- Odd Della Robbia: Membro eccentrico del gruppo, di origine italo-canadese, è stato cresciuto da genitori artisti, è molto curioso e gli piace scherzare. Va male nelle materie scientifiche (a parte fisica), ma se la cava bene in quelle artistiche, specialmente musica. È il migliore amico di Ulrich con cui condivide la camera nella scuola insieme al suo cane, Kiwi.
- Yumi Ishiyama: Unica ragazza del gruppo prima dell'arrivo di Aelita, ha origini giapponesi ed è la più grande in quanto frequenta l'ultimo anno al Kadic. È molto brava nelle arti marziali, è generosa, leale e brillante, anche se talvolta sembra fredda e scontrosa; anche se non lo vuole ammettere, dicendo che è il suo migliore amico, è innamorata di Ulrich. Ha un fratello minore di nome Hiroki. È corteggiata anche da Johnny, migliore amico del fratellino Hiroki, e da William.
- Ulrich Stern: Ragazzo serio e silenzioso, che poche volte lascia libero sfogo alle emozioni, è molto legato ai suoi amici, che sembrano essere la sua vera famiglia. Non è particolarmente studioso, ma è bravo nelle arti marziali e si allena spesso con Yumi, di cui è innamorato; è perseguitato da Sissi che vuole a tutti i costi farlo separare da Yumi. È il migliore amico di Odd con cui condivide la camera nella scuola.
- William Dunbar: Ragazzo che appare intelligente e piuttosto bravo a scuola, ma con un carattere irriverente, appare dalla seconda stagione mostra subito i suoi sentimenti per Yumi. Diventa un Guerriero Lyoko al termine della terza stagione, ma viene subito controllato da XANA dopo essere stato attaccato dalla Scyphozoa. La sua caduta nel Mare Digitale, dopo la distruzione di Lyoko, obbliga XANA a tenerlo stretto a sé, anche se non ne è dispiaciuto perché così ha la possibilità di buttare Aelita nel Mare Digitale per distruggerla e scovare Franz Hopper per distruggerlo a sua volta.
- Waldo Schaeffer/Franz Hopper: È un professore della scuola Kadic e genio dell'informatica che lavorava su un progetto segreto di nome Cartagine, di cui ha annotato i progressi in un diario, poi decodificato da Jeremy. Ha creato Lyoko, XANA e la Prima Città.
- X.A.N.A.: Sistema multi-agente che controlla il Supercomputer, è un potente virus che l'ha infettato. Il suo scopo è distruggere Lyoko e conquistare il mondo, ma viene sconfitto da Aelita e i suoi amici che lo combattono pur di distruggerlo e disinfettarlo con numerose armi per ucciderlo. XANA vuole anche avvicinare a sé Aelita per numerosi motivi, ad esempio per impadronirsi della chiave di Lyoko che la ragazza ha nella sua memoria e poter così uscire dal Supercomputer.

## Universo diCode Lyoko

### Geografia
La serie è ambientata nella periferia parigina, alla scuola media Kadic; abbastanza vicina alla fabbrica in cui si trova il Supercomputer che permette l'accesso a Lyoko.

#### Kadic
Dovendo ospitare gli studenti come Jeremy, Odd e Ulrich che non rientrano a casa dopo le lezioni, è munita di stanze, bagni comuni e una mensa. Tra gli altri ambienti visti nella serie, vi sono anche un campo per la corsa, usato anche come campo da calcio, una palestra interna, usata anche per eventuali feste, e un laboratorio scientifico. La Kadic è ispirata alla scuola Lakanal, di sede a Sceaux, poco più a sud del centro di Parigi. Le strutture dello stabile sono tali e quali alla serie animata, compreso il campo per la ginnastica.

#### La fabbrica
Per raggiungere il Supercomputer, Jeremy e gli altri devono raggiungere un tombino nel bosco vicino alla scuola o una porta del locale caldaia. Da qui, dopo aver percorso un passaggio sotterraneo ed essere riemersi, ci si ritrova davanti alla fabbrica. Grazie a delle corde usate come liane si scende nel piano interrato della fabbrica, mentre con un ascensore si arriva al Supercomputer e, separata da esso da una porta speciale, vi è la sala degli scanner. Nella prima stagione, viene anche mostrata una sala macchine. Il codice per andare ai piani inferiori della fabbrica è 59656. Su un telefono cellulare, questi numeri formano la parola Lyoko. La fabbrica è uguale (fatta eccezione per il Supercomputer) ad una fabbrica della Renault chiusa nel 1992 e demolita dopo il 2004, che si trovava sull'Ile Seguin.

#### Lyoko
Lyoko è il mondo virtuale creato da Waldo Schaeffer, nel quale è prigioniera Aelita. I Guerrieri Lyoko sono in grado di entrare e uscire da Lyoko grazie agli scanner presenti nei pressi del Supercomputer che ospita Lyoko, che sono in grado di virtualizzarli. È suddiviso in cinque settori, ognuno dei quali possiede nove torri, tranne Cartagine che ne ha solo una, in grado di fare da interfaccia tra Lyoko e il mondo reale: XANA le attiva per accedere al mondo reale e compiere i suoi piani di conquista. Un'ulteriore torre, con il ripetitore, permette ai Guerrieri Lyoko di cambiare settore.

#### Limbo Virtuale
Il Limbo Virtuale è stato mostrato solo due volte (in "Ultima Frontiera" e poi nel sogno di Jeremy in "Codice Terra"). È uno spazio nullo tra Lyoko e il mondo reale. Esiste all'interno della memoria del Supercomputer, a cui Aelita era legata. Jeremy era stato accidentalmente intrappolato qui quando aveva tentato di andare su Lyoko a causa di una discussione avvenuta la sera prima con Aelita. La memoria dello scanner era stata tagliata prima del completamento del processo, intrappolandolo nel limbo. Jeremy è stato comunque in grado di dire agli altri come liberarlo da lì. Dopo un viaggio nei quattro settori per raccogliere la memoria dello scanner dalle quattro torri di passaggio, Aelita è riuscita a raggiungere il limbo e a liberarlo.

#### Mare Digitale
Il Mare Digitale (Mer numérique) circonda Lyoko e ne rappresenta il limite estremo. Se un Guerriero cadesse nel Mare, non sarebbe mai più in grado di ri-materializzarsi nel mondo reale. In questo luogo, oltre a trovarsi vari mondi digitali (tra cui, Lyoko e le Réplike), galleggiano anche numerosi hub.

#### Réplike
Sono isole costruite da XANA, all'interno del web, rubando i dati di Waldo e Aelita; le Réplike sono molteplici, tuttavia, ne vengono mostrate solo quattro, ognuna contenente la copia di un settore di Lyoko: per accederci, è necessario utilizzare la chiave digitale 43155. Ogni Réplika è generata da un Supercomputer situato in vari punti del mondo reale:
- Supercomputer del laboratorio di ricerca nella foresta amazzonica: contiene il settore Foresta ed è usato da XANA per creare ragni cibernetici. Viene disattivato da Odd, nell'episodio 79.
- Supercomputer della base militare nel Nuovo Messico: contiene il settore Deserto ed è usata da XANA per costruire schede madri e impianti elettronici che controllano i ragni cibernetici. Viene distrutta da Ulrich, nell'episodio 83.
- Supercomputer della Stazione spaziale internazionale: contiene la copia del settore 5 ed è usata da XANA per fabbricare sfere di metallo con punte aguzze che, all'occorrenza, possono diventare incandescenti. Viene disattivato da Yumi e Odd, nell'episodio 87.
- Supercomputer della base scientifica in Siberia: contiene il settore Banchisa (e anche, delle vasche contenenti dei cervelli) ed è usato da XANA per creare un esercito di robot; questo Supercomputer è basato su una macchina russa M13. Viene disattivato dal programma multi-agente, nell'episodio 94.

La quarta Réplika e tutte le altre Réplike esistenti vengono disattivate nell'episodio 94, dal programma multi-agente realizzato da Jeremy con l'aiuto di Waldo.

### Tecnologia

#### Ritorno al Passato
Il Ritorno al Passato (Retour dans le passée) è una delle funzioni del Supercomputer, che serve a far dimenticare tutto ciò che riguarda XANA e Lyoko, e viene usato quando qualcuno ne viene a sapere. Gli unici a saper usare il Ritorno al Passato sono Jeremy e Aelita. Nell'episodio "Ritorno a casa" lo utilizza anche Ulrich, leggendo il manuale di Jeremy, per andare a giocare al lotto, donando i soldi al padre di Yumi che era stato licenziato. Il Ritorno al Passato riavvolge il tempo fino all'inizio della prima giornata in cui XANA ha cominciato l'attacco; la memoria rimane solo a chi è stato scansionato dal Supercomputer attraverso gli scanner che sono andate su Lyoko o che sono state soltanto scansionate.
Il Ritorno al Passato è stato scoperto nell'episodio "Il risveglio di XANA (parte 2)" e viene usato da Jeremy per la prima volta quando Sissi racconta del Supercomputer al preside per proteggere Ulrich. Dalla seconda stagione, si scopre che tutte le volte che si utilizza questa funzione, XANA diventa più potente e che la potenza del supercomputer raddoppia.

#### Veicoli
All'inizio della seconda stagione, Jeremy ha creato alcuni veicoli virtuali per permettere ai suoi compagni di muoversi più velocemente su Lyoko. Essi possono essere distrutti, ma Jeremy può rivirtualizzarli subito dopo, se il Supercomputer ha la potenza necessaria.
- L'Overwing è il veicolo di Yumi e anche quello utilizzato più spesso da Aelita. Sembra un monopattino volante grigio senza ruote, con un'ampia piattaforma che permette di trasportare più persone.
- L'Overbike è il veicolo di Ulrich. È una moto verde scuro con una sola ruota, molto veloce e che può volare. Capita spesso che Ulrich salti giù improvvisamente dalla moto e la faccia andare contro un mostro per distruggerlo.
- L'Overboard è il veicolo di Odd. È uno skateboard senza rotelle antigravitazionale viola molto rapido, che tuttavia non offre molta protezione.
- La Skidbladnir, chiamata semplicemente Skid, è la nave digitale utilizzata da tutti i Guerrieri Lyoko per solcare il Mare Digitale. Il suo nome deriva dal vascello vichingo Skíðblaðnir, che compariva nelle storie che Waldo leggeva ad Aelita quando era piccola[12]. All'inizio Odd l'aveva soprannominata Mélanie. La Skid è alloggiata nell'hangar situato nel Polo Nord del quinto settore. William vi è stato inviato alcune volte da XANA con lo scopo di distruggere il vascello, per impedire ai Guerrieri Lyoko di intralciare i suoi piani e rintracciarlo nella Rete. Jeremy ha quindi ritenuto necessaria la creazione di due scudi che proteggono la Skid e ne impediscono la distruzione. Viene distrutta dal Kolosso nell'episodio 93, "William torna a casa". Sotto la cabina di pilotaggio della Skid, dove si trova Aelita, sono agganciate quattro capsule più piccole, le Navskid. Esse permettono ai Guerrieri Lyoko di affrontare i mostri presenti nel Mare Digitale. Ognuna è di colore blu scuro, ma differisce dalle altre per una striscia colorata sui fianchi: rossa sulla Navskid di Yumi, viola su quella di Odd e gialla su quella di Ulrich. L'ultima Navskid, mai utilizzata, ha una striscia di colore azzurro, ed era probabilmente destinata a William, prima che il ragazzo cadesse sotto il controllo di XANA. Se la Navskid viene distrutta con un Guerriero Lyoko al suo interno, esso viene perso nel Mare Digitale e non è più possibile ritrovarlo.
- Il Rorkal è il vascello utilizzato da William, quando è malvagio, per solcare il Mare Digitale. Ha una forma dinamica e piatta ed è colorato di nero, ed è stato creato da XANA per il suo guerriero.

## Episodi

Logo della quarta stagione

### Sigla
La sigla originale della serie TV, il cui tema si sente spesso come sottofondo degli episodi, s'intitola "Un monde sans danger" (in italiano "Un mondo senza pericoli") ed è interpretata da Julien Lamassonne. Negli episodi inglesi è stata incisa una versione in lingua inglese dal titolo "A world without danger", eseguita da Noam Kaniel. La sigla di coda, in versione strumentale, si intitola "Break Away" ed è eseguita dai Subdigitals.
In Italia viene utilizzata la sigla originale francese nella prima stagione, mentre dalla seconda stagione in poi viene utilizzata quella inglese.

### Programmazione italiana
In Italia la prima stagione fu inizialmente trasmessa da Disney Channel dal 13 settembre 2004, successivamente da Rai 2 a partire dal 14 gennaio 2007, da RaiSat Smash nel settembre 2007 e da Rai Gulp nel 2009. La seconda stagione fu trasmessa su Rai Gulp dal 5 marzo 2010, la terza dal 1º gennaio 2011 e la quarta, sempre su Rai Gulp, dall'11 febbraio 2011 al 12 marzo 2011.
A partire dal 2020, è possibile vedere la serie su Netflix e Prime Video.

#### Doppiaggio italiano
Il doppiaggio italiano della prima stagione è stato realizzato a Torino, mentre quello delle successive a Milano. Questo ha comportato il cambio della maggioranza del cast dei doppiatori (esclusione fatta per Yumi e Ulrich).
| Personaggio              | Doppiatore italiano                                  | Doppiatore italiano |
| Personaggio              | Stagione 1                                           | Stagioni 2-4        |
| ------------------------ | ---------------------------------------------------- | ------------------- |
| Aelita Schaeffer         | Germana Pasquero                                     | Alessandra Karpoff  |
| Jeremy Belpois           | Laura Facchin                                        | Irene Scalzo        |
| Ulrich Stern             | Laura Righi                                          | Laura Righi         |
| Yumi Ishiyama            | Anna Lana                                            | Anna Lana           |
| Odd Della Robbia         | Serena Menegon                                       | Monica Bonetto      |
| William Dunbar           | non presente                                         | Maurizio Merluzzo   |
| Suzanne Hertz            | Rosalba Bongiovanni                                  | Lorella De Luca     |
| Jim Moralés              | Roberto Freddi (1^ voce) Riccardo Lombardo (2^ voce) | Stefano Albertini   |
| Elizabeth "Sissy" Delmas | Sonia Mazza                                          | Emanuela Pacotto    |
| Hervé Pichon             | Luca Ghignone                                        | Stefano Pozzi       |
| Nicholas Poliakoff       | Andrea Zalone                                        | Felice Invernici    |
| Jean-Pierre Delmas       | Mario Brusa                                          | Massimiliano Lotti  |
| Waldo Schaeffer          | non presente                                         | Riccardo Rovatti    |
| Milly Solovieff          | Patrizia Mottola                                     | Gea Riva            |
| Tamiya Diop              | Stella Bevilacqua                                    | Tania De Domenico   |
| Hiroki Ishiyama          | non presente                                         | Gea Riva            |

## Accoglienza e riconoscimenti
Code Lyoko è stata votata miglior serie di Canal J dagli spettatori francesi, ma ha anche goduto di fama internazionale: lo show si è classificato tra i più visti su Cartoon Network e Kabillion negli Stati Uniti d'America, su Clan TVE in Spagna e su Disney Channel, Rai 2 e Rai Gulp in Italia , nonché in Finlandia e Regno Unito. A dicembre 2006, la serie ha vinto il Prix de l'Export.

### Trasmissioni internazionali
Code Lyoko è stata trasmessa in più di 100 paesi in tutto il mondo.
La serie è anche disponibile su Netflix.
| Stato               | Canale/i                                          |
| ------------------- | ------------------------------------------------- |
| Stati Uniti         | Cartoon Network, Kabillion                        |
| Canada              | YTV, Radio Canada                                 |
| America Latina      | Jetix                                             |
| Cile                | Televacional de Chile                             |
| Trinidad e Tobago   | TV6                                               |
| Ecuador             | Ecuavisa                                          |
| India               | Sun TV                                            |
| Giappone            | Disney XD                                         |
| Corea del Sud       | Animax, Nickelodeon                               |
| Hong Kong           | TVB                                               |
| Cambogia            | CTN                                               |
| Singapore           | Okto                                              |
| Pakistan            | Starlite                                          |
| Thailandia          | True Visions                                      |
| Australia           | Network Ten, Cartoon Network                      |
| Indonesia           | Spacetoon, Spacetoon Plus, NET.                   |
| Israele             | NOGA                                              |
| Medio Oriente       | MBC3                                              |
| Africa              | CFI                                               |
| Francia             | France 4, Canal J, Netflix                        |
| Regno Unito         | GMTV, Kix                                         |
| Galles              | S4C                                               |
| Italia              | Disney Channel, Rai Gulp, Netflix                 |
| Spagna              | TVE1, Clan TVE, Disney XD, Cartoon Network, Boing |
| Russia              | TNT, Karusel                                      |
| Galizia             | TVG                                               |
| Portogallo          | Canal Panda                                       |
| Emirati Arabi Uniti | Spacetoon                                         |
| Svizzera            | TSR                                               |
| Belgio              | RTBF, 2 BE                                        |
| Polonia             | ZigZap, Teletoon+                                 |
| Lituania            | LNK TV                                            |
| Svezia              | SVT1                                              |
| Norvegia            | NRK                                               |
| Finlandia           | MTV3                                              |
| Turchia             | JOJO, Cine5, Maxi TV, Kidz TV                     |
| Serbia              | TV Ultra                                          |
| Ungheria            | Megamax                                           |
| Catalogna           | TV3                                               |
| Irlanda             | Nicktoons                                         |
| Germania            | ZDF, KiKA                                         |
| Romania             | Megamax                                           |
| Grecia              | Alter Channel, Mega Channel                       |

### Critica
La serie ha ricevuto critiche principalmente positive: IMDb segna un punteggio di 7,3 su 10, mentre su Rotten Tomatoes riporta il 90% di consensi da parte del pubblico.

## Romanzi
Esistono quattro romanzi, in italiano, spagnolo e francese; uno solo di questi è in lingua inglese. I romanzi sono la continuazione della serie animata, narrati da Jeremy, che decide di raccontare l'avventura dei Guerrieri Lyoko. Nei romanzi si scopre che anche i genitori dei ragazzi e la professoressa Hertz conoscono Lyoko. I libri nascono da un progetto coordinato da Davide Morosinotto.
- Jeremy Belpois, Il castello sotterraneo, Piemme, 2009,  p. 254, ISBN 978-88-566-0419-1.
- Jeremy Belpois, La città senza nome, Piemme, 2009,  p. 288, ISBN 978-88-566-0513-6.
- Jeremy Belpois, Il ritorno della fenice, Piemme, 2010,  p. 288, ISBN 978-88-566-0514-3.
- Jeremy Belpois, L'esercito del nulla, Piemme, 2010,  p. 304, ISBN 978-88-566-0515-0.

### Differenze tra i romanzi e la serie animata
- Nei romanzi, non esiste il "Ritorno al Passato".
- Aelita e Anthea (sua madre) non hanno i capelli rosa ma rossi; tuttavia, i capelli di Aelita diventano anche di colore rosa ma, esclusivamente, quando la ragazza viene visualizzata su Lyoko.
- Nei romanzi viene chiarito che Aelita non è stata portata su Lyoko, da suo padre Hopper, soltanto per salvarle la vita, in seguito a un colpo di pistola in testa (infertole dagli uomini in nero, sulle tracce di suo padre) ma anche perché soltanto i giovani possono virtualizzarsi, con successo, nel mondo virtuale. Infatti, gli adulti assumerebbero forme fisiche troppo bizzarre e/o sarebbero immobili, incapaci di muoversi.
- Nei romanzi, anche la Professoressa Hertz (professoressa di chimica, nel Kadic) era coinvolta nel "Progetto Lyoko". Nella serie animata, non è a conoscenza dell'esistenza di Lyoko.
- Nei romanzi, il guardiano Jim (custode del Kadic) è molto più amichevole con i ragazzi protagonisti rispetto alla serie animata.
- Nei romanzi, Aelita era una studentessa del Kadic mentre nella serie animata, dichiara di aver studiato a casa da privatista.
- Nei romanzi, la sottotrama di William è stata quasi del tutto rimossa; rendendo il personaggio, completamente marginale (a differenza della serie animata, in cui è uno dei protagonisti).
- Nei romanzi, è presente un nuovo personaggio, utile alla trama: Eva Skinner.
- Come per la Professoressa Hertz, anche i genitori dei ragazzi protagonisti erano legati al "Progetto Lyoko" nei romanzi.
- Nei romanzi, i veicoli di Lyoko appaiono soltanto nello scontro finale contro il Kolosso ma è presente la sola overbike.

## Videogiochi
La software house Game Factory ha distribuito diversi videogiochi ambientati nel mondo di Code Lyoko.
- 2007 - Code Lyoko per Nintendo DS
- 2007 - Code Lyoko: Quest for Infinity per Wii, PlayStation 2, PSP[21]
- 2008 - Code Lyoko: Fall of X.A.N.A. per Nintendo DS
- 2012 - Code Lyoko Social Game browser game

Il titolo più recente, Code Lyoko Social Game è stato sviluppato da 3DDUO ed è uscito in versione beta nel maggio 2012, mentre il sito è stato ufficialmente aperto nel novembre dello stesso anno. La funzione "Lyoko League", resa disponibile dal 3 agosto 2012, permette agli utenti di affrontarsi in combattimenti uno contro uno e guadagnare punti esperienza e League Points che determinano il punteggio totale del giocatore e la sua posizione in classifica a livello mondiale.. Ad ogni utente registrato viene permesso di scegliere una classe; scelto il personaggio, iniziano le sessioni di battaglia in ogni livello di gioco, che permette di affrontare diversi mostri tratti e di guadagnare punti esperienza con cui crescere di livello e ottenere potenziamenti.
Terminato un livello ci si può spostare sulla mappa o ripetere le sessioni di battaglia precedenti per guadagnare il punteggio massimo in stelle. Alcuni livelli terminano con l'accesso alle torri e la possibilità di disattivarle. Il sistema di combattimento è a turni, la velocità di attacco e il numero di colpi di ogni combattente (alleato o nemico) dipendono dal parametro velocità. La battaglia termina solo con la vittoria dell'avatar o la sua sconfitta, nel caso i suoi punti vita scendano a zero. In alcune occasioni è possibile invitare allo scontro un amico o uno dei protagonisti della serie precedentemente sbloccato.
Ogni utente può giocare nei panni di un solo guerriero virtuale alla volta, ma ha la possibilità di cambiare classe quando desidera dal menù di gioco pagando un ammontare di punti Lyoko acquistabili online. Ogni classe è propria di un solo personaggio ed i progressi con ciascuna vengono salvati in automatico; esse sono cinque: Guardiano (Aelita), Samurai (Ulrich), Ninja (Yumi), Felino (Odd) e Guerriero (William).
Le statistiche del personaggio (Attacco, Vita, Velocità) crescono all'aumentare di livello, ma in maniera diseguale: la scelta della classe determina infatti la specialità dell'avatar e le statistiche privilegiate. I parametri sono tuttavia incrementabili anche attraverso l'equipaggiamento. Quest'ultimo è acquistabile con Punti Lyoko o come ricompensa a seguito di vittoriosi scontri coi nemici.